# Medalla de Campaña
La Medalla de Campaña, es una condecoración militar española creada el 25 de mayo de 2018, por Real Decreto 336/2018, de 25 de mayo,  con la finalidad de reconocer de la participación del personal civil o militar, nacional o extranjero, integrado o adscrito en unidades participantes en operaciones militares y campañas en el exterior. Al dejar de ser estas últimas excepcionales, con esta medalla se evitan situaciones de discriminación respecto a misiones internacionales, que cuentan con medallas específicas establecidas a tal efecto por organizaciones internacionales como la ONU o la OTAN.

## Descripción
La Medalla de la Campaña tiene un carácter únicamente honorífico, sin la consideración de recompensa militar, conforme a lo establecido en la disposición adicional tercera del real decreto 1040/2003, de 1 de agosto, por el que se aprueba el Reglamento general de recompensas militares.
El procedimiento para otorgarla se iniciará de oficio, se tramitará y resolverá de acuerdo con lo que disponga el Ministro de Defensa mediante Orden Ministerial. Se adjudicará por resolución del Jefe de Estado Mayor de la Defensa, a propuesta del Comandante del Mando de Operaciones. La resolución se publicará en el Boletín Oficial del Ministerio de Defensa, y la condecoración podrá ser usada desde la fecha de publicación. Podrá recibirse cuantas veces se participe en una misma operación.
No entregará esta medalla al personal condenado por la comisión de un delito, que esté siendo investigado por hechos delictivos, o sancionado disciplinariamente por faltas muy graves o graves cometidas durante su permanencia en la operación que motive la condecoración. Con carácter extraordinario, también se entregará al personal que por motivos de actos de servicio o una contingencia profesional, haya fallecido, se dé por desaparecido o haya sido repatriado por heridas o lesiones graves.
La concesión de la Medalla de Campaña será compatible con recompensas militares que pudieran ser otorgadas en reconocimiento a los méritos específicos.

## Requisitos
Los requisitos para la concesión de la Medalla de Campaña son los siguientes: 
- Uno o varios tiempos de permanencia en zona de operaciones, de una misma operación, que sumen como mínimo de treinta días. Diez misiones de vuelo para las dotaciones de aeronaves, sobre la zona de operaciones, sin que estas misiones impliquen, necesariamente, el aterrizaje en dicho territorio, y contabilizándose un máximo de una misión diaria.
- A los efectos de contabilización del tiempo de permanencia en zona de operaciones, se entenderá como la misma operación aquella para la que el personal participante fue designado, con independencia de que puedan variar el mandato, el acuerdo o la orden que la originaron, la coalición multinacional o la zona de operaciones, siempre y cuando no esté asociada la concesión de otra medalla específica.
- No contabilizará como tiempo de permanencia en zona de operaciones el tiempo que se cumpla en actividades realizadas fuera de la zona de operaciones expresamente delimitada, aunque el cometido que se realice esté directamente relacionado con la operación o campaña motivo de esta medalla.
- Para la concesión de esta medalla, es necesario que haya habido una designación o nombramiento expreso, por escrito, ya sea individualmente o formando parte de una unidad, dotación de buque o tripulación de aeronave, para la participación en una operación o campaña.
- No se concederá esta medalla al personal que haya sido condenado por delito, o esté siendo investigado por hechos delictivos, o bien haya sido sancionado disciplinariamente por faltas muy graves o graves cometidas durante su permanencia en la operación motivo de la condecoración.[1]
- No se concederá esta medalla al personal cuya participación en una operación o campaña se encuentre ya expresamente reconocida por la organización internacional o coalición multinacional bajo cuyo mandato o acuerdo se participe, con la concesión de otra medalla específica.[2]

## Descripción
- Consiste en una medalla circular y plateada de 30 milímetros de diámetro, plana, con el campo liso y los cantos rebordeados. La presentación de los colores es monocromática, están representados por rayados.
  - En el anverso se muestra el Aspa de Borgoña de gules resaltada en el centro con la corona real; y en punta bordeando el círculo de derecha a izquierda por la parte inferior, en letra de palo (sin ribetes ni remates)[nota 1] y altorrelieve, la leyenda, en mayúsculas, OPERACIONES MILITARES Y CAMPAÑAS.
  - En el reverso, en el centro, se puede leer la leyenda, en mayúsculas, ABNEGACIÓN Y SACRIFICIO, puesta en faja en letra de palo[nota 1] altorrelieve, orlada de ramo de laurel nervado y frutado de sinople y palma de oro, unidos por sus troncos y liados en punta por una cinta de gules.
  - La cinta de la que pende la medalla mide 30 milímetros de ancho y 40 milímetros de largo, es color azul, con dos listas de cinco milímetros de anchura de los colores de la bandera española a ambos lados, separados tres milímetros de los bordes de la misma. Sobre el borde superior, esta cinta se lleva sujeta por una hebilla de metal, de la forma y dimensiones proporcionadas y usuales para este tipo de condecoración; y sobre el borde inferior, solidario con la medalla y del mismo metal que ésta, un enganche en forma de bola de tres milímetros de diámetro, por el que se pasa una anilla horizontal de 33 milímetros de anchura y tres milímetros de altura, atravesada de la cinta de la medalla.
  - Dicha cinta porta el rectángulo de operación, de metal en plata brillante, de cuatro milímetros de ancho, dispuesto sobre la cinta y con la leyenda correspondiente al nombre que identifica operaciones, en negro.[nota 2]
- Si se está en posesión de más de una medalla de campaña, como consecuencia de la participación en diferentes operaciones, sólo se ostenta una medalla, acreditándose la participación en las mismas mediante los rectángulos de operación. El número máximo de rectángulos de operación, que pueden colocarse sobre la cinta de la medalla, una vez concedida son tres, a partir del cual se debe llevar otra medalla para la colocación de los sucesivos rectángulos de operación concedidos, aplicándose esta regla sucesivamente. Estos rectángulos de operación se colocan, según su orden de concesión, desde el borde inferior, por encima de la anilla horizontal de la cinta hacia el borde superior, con una separación de tres milímetros entre ellos.
- La condecoración en tamaño miniatura, posee un diseño idéntico al descrito.

## Pasador
El pasador de la Medalla de Campaña, está constituido por la cinta de la medalla en los colores descritos, de 30 milímetros de longitud por diez milímetros de ancho, montada sobre armazón de metal dorado, y enmarcada por dos barras laterales de dicho metal, de doce milímetros de longitud y dos milímetros de ancho cada una. Sobre la cinta y en su centro, incorpora un rectángulo de dimensiones reducidas proporcionales al pasador, plateado, con el nombre de cada operación. Se ostentan tantos pasadores como medallas de campaña se posean, siendo su orden de precedencia el de la concesión. En el BOD del 20 de enero de 2022 se publicaron las campañas y rotulación de sus pasadores que dan derecho a dicha condecoración. Los pasadores de esas condecoraciones son los siguientes:

Medallas de Campaña reconocidas
Pasador de la Medalla de Campaña para la operación PÉRSICO
Pasador de la Medalla de Campaña para la operación A-KILO
Pasador de la Medalla de Campaña para la operación EU-AM
Pasador de la Medalla de Campaña para la operación OSCE en Chechenia
Pasador de la Medalla de Campaña para la operación OSCE en Moldavia
Pasador de la Medalla de Campaña para la operación ALBA
Pasador de la Medalla de Campaña para la operación HIGH LEVEL PLANNING GROUP MISION OSCE para Nagorno-Karabaj
Pasador de la Medalla de Campaña para la operación OSCE en Croacia
Pasador de la Medalla de Campaña para la operación OSCE en Georgia
Pasador de la Medalla de Campaña para la operación KMV
Pasador de la Medalla de Campaña para la operación en apoyo a los afectados por el huracán Mitch
Pasador de la Medalla de Campaña para la operación A-ROMEO
Pasador de la Medalla de Campaña para la operación 'Tango-Tango'
Pasador de la Medalla de Campaña para la operación I-MIKE
Pasador de la Medalla de Campaña para la operación LIBERTAD DURADERA
Pasador de la Medalla de Campaña para la operación ASPFOR
Pasador de la Medalla de Campaña para la operación IRAK
Pasador de la Medalla de Campaña para la operación RSI
Pasador de la Medalla de Campaña para la operación EU-PT
Pasador de la Medalla de Campaña para la operación CENTINELA
Pasador de la Medalla de Campaña para la operación de Policía Aérea de la OTAN (NAP)
Pasador de la Medalla de Campaña para la operación INDICO
Pasador de la Medalla de Campaña para la operación HISPANIOLA
Pasador de la Medalla de Campaña para la operación APOYO A MALI
Pasador de la Medalla de Campaña para la operación APOYO A LA REPÚBLICA CENTROAFRICANA
Pasador de la Medalla de Campaña para la operación APOYO A TURQUÍA
Pasador de la Medalla de Campaña para la operación A-IRAK
Pasador de la Medalla de Campaña para la operación PRESENCIA AVANZADA REFORZADA
Pasador de la Medalla de Campaña para los Grupos Navales Permanentes de la OTAN (SNMG 1/2 Y SNMCMG 1/2)

## Desposesión de distinciones
El agraciado con cualesquiera de las categorías que haya sido sentenciado por la comisión de un delito doloso o pública y notoriamente haya incurrido en actos contrario a las razones determinantes de la concesión de la distinción podrá, en virtud de expediente iniciado de oficio o por denuncia motivada, y con intervención del Fiscal de la Real Orden, ser desposeído del título correspondiente a la distinción concedida, decisión que corresponde a quien la otorgó.

## Efectos de la concesión
Efectos de la concesión de la medalla de campaña.
- La medalla de campaña tendrá un carácter únicamente honorífico y que no tendrá la consideración de recompensa militar, ni generará ningún otro derecho distinto al de su uso.
- La medalla de campaña se anotará en el apartado relativo a «Condecoraciones» de la hoja de servicios del personal militar al que se le conceda.
- No computará a los efectos de valoración, ni en las evaluaciones en las que se vea incluido el personal al que se le haya concedido, ni en ningún otro caso, ni tendrá efecto administrativo alguno u otro reconocimiento diferente al de su concesión.